# Abell 2061
Abell 2061 é um aglomerado de galáxias na constelação de Corona Borealis. Em uma escala maior, Abell 2061, juntamente com Abell 2065, Abell 2067, Abell 2079, Abell 2089 e Abell 2092, formam o Superaglomerado Corona Borealis. Tem uma orientação nordeste-sudoeste e Abell 2067 fica a 1,8 megaparsecs ao norte.